# 建政街道
建政街道，是中华人民共和国广西壮族自治区南宁市青秀区下辖的一个乡镇级行政单位。

## 行政区划
建政街道下辖以下地区：
茅桥社区、二塘社区、长堽路社区、广园社区、金花茶社区、方园社区、平湖社区和长堽村。